# 武汉航空
武汉航空公司（简称武航），成立于1986年4月2日，为武汉市局级企业，基地设于武汉王家墩机场。在“6·22”事故前有国产运七飞机7架，波音飞机6架。于2002年8月18日与中国东方航空公司合并，成立东航武汉公司。运营基地迁至天河国际机场。

## 已退役机队

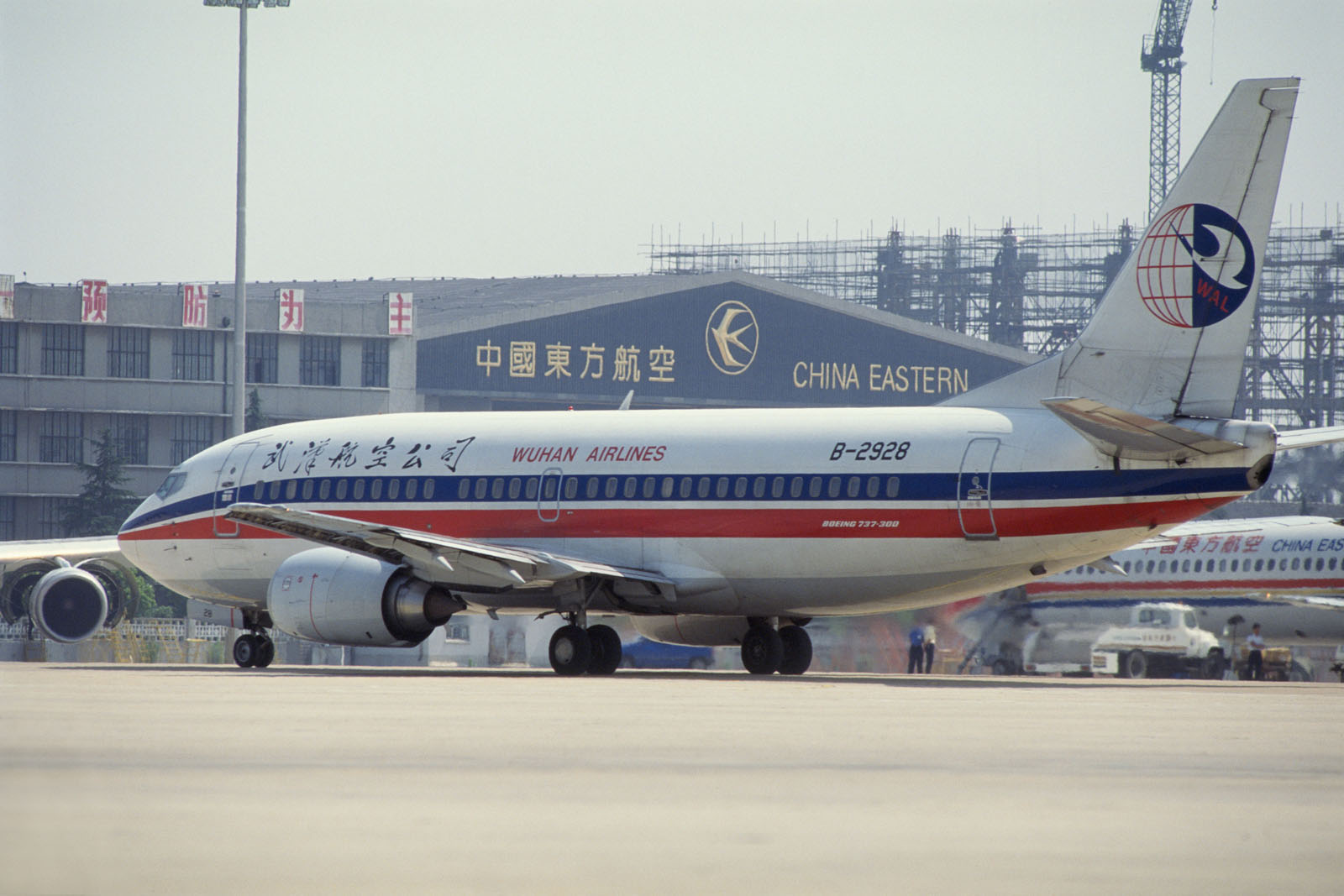
武汉航空的一架波音737-300

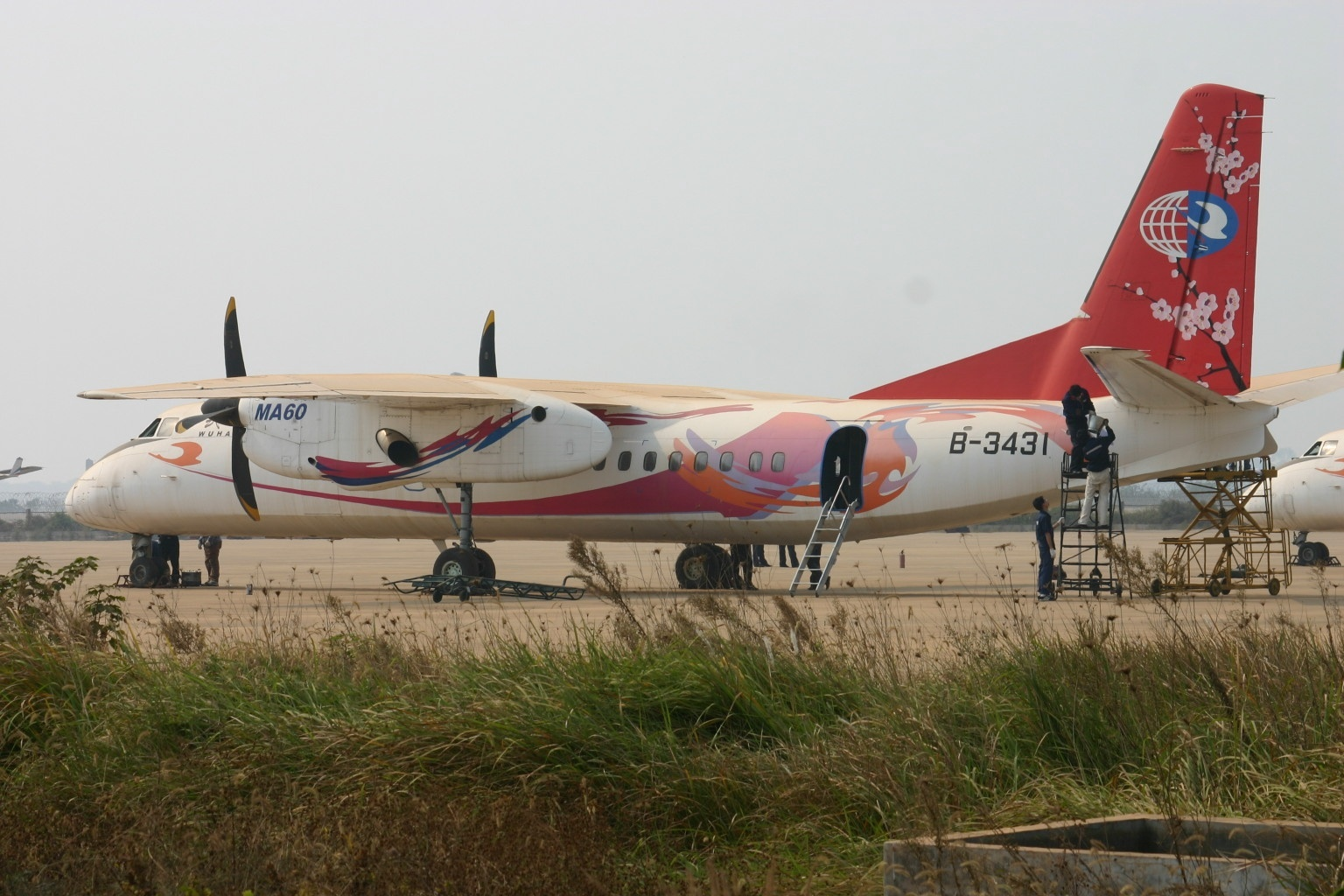
武汉航空涂装但未被武航接收的新舟60

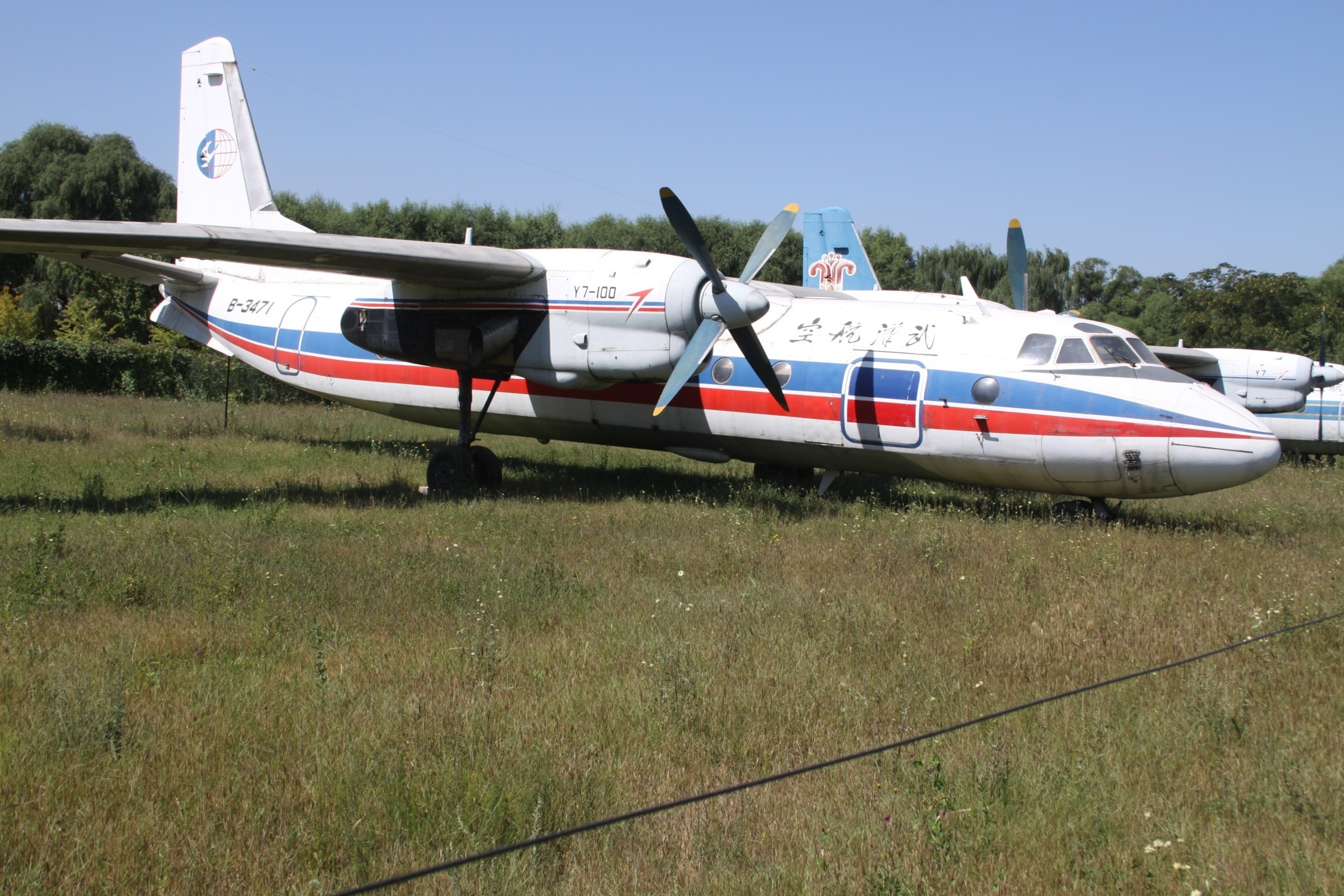
运7

| 型号        | 架数 |
| ----------- | ---- |
| 伊尔-14     | 4    |
| 波音737-300 | 6    |
| 波音737-800 | 4    |
| 运-7        | 6    |

## 通航城市
北京、上海、广州、恩施、宜昌等全国40多个城市。

## 重大事故
2000年6月22日14时51分，武漢航空一架國產運7飛機在執行恩施至武漢航線時在漢陽漢江南岸永豐鄉墜毀造成機上42人（38名旅客，4名空乘人員），地面7人共49人死亡。事後調查表明，此次事故是因飛行員在惡劣天氣狀況下違規操作造成的一起重大責任事故。
1992年10月8日，武漢航空4211號班機空難是一起飛機在飛行途中突然1號引擎失效的事故。事發後飛行員下降高度並備降榆中機場進行迫降。可是飛機的情況無法維持高度抵達機場，因此飛行員決定場外迫降在附近的一個土坡上,在迫降途中因機械故障墜毀，機上14人遇難，包括全部機師與9名乘客，21人生還，包括兩位空乘與大多數乘客。